# Цзяочжоу (місто)
Цзяочжоу (кит. спр. 胶州市, піньїнь: Jiāozhōu Shì) — місто-повіт в центральнокитайській провінції Шаньдун, складова міста Циндао.

## Географія
Цзяочжоу розташовується у нижній течії річки Дагу.

### Клімат
Місто знаходиться у зоні, котра характеризується вологим субтропічним кліматом. Найтепліший місяць — серпень із середньою температурою 25.8 °C (78.4 °F). Найхолодніший місяць — січень, із середньою температурою -1.3 °С (29.7 °F).
| Клімат Цзяочжоу         | Клімат Цзяочжоу | Клімат Цзяочжоу | Клімат Цзяочжоу | Клімат Цзяочжоу | Клімат Цзяочжоу | Клімат Цзяочжоу | Клімат Цзяочжоу | Клімат Цзяочжоу | Клімат Цзяочжоу | Клімат Цзяочжоу | Клімат Цзяочжоу | Клімат Цзяочжоу | Клімат Цзяочжоу |
| Показник                | Січ.            | Лют.            | Бер.            | Квіт.           | Трав.           | Черв.           | Лип.            | Серп.           | Вер.            | Жовт.           | Лист.           | Груд.           | Рік             |
| Середня температура, °C | −1,3            | 0,2             | 5,3             | 11,5            | 17,2            | 21,6            | 25,1            | 25,8            | 21,4            | 15,9            | 8,4             | 1,5             | 12,7            |
| Норма опадів, мм        | 10              | 12.2            | 19.7            | 41.5            | 49.7            | 89.9            | 204.5           | 161.4           | 82.7            | 38.9            | 26.3            | 10.8            | 747.6           |
| Днів з опадами          | 4,6             | 4,6             | 5               | 7,2             | 7               | 9,2             | 14,9            | 12,1            | 9,3             | 7,5             | 6,4             | 5,2             | 93              |
| Вологість повітря, %    | 62.8            | 63.2            | 61.7            | 62.6            | 65.1            | 74              | 83.9            | 80.8            | 70.5            | 66.1            | 64.9            | 62.7            | 68.2            |
| ----------------------- | --------------- | --------------- | --------------- | --------------- | --------------- | --------------- | --------------- | --------------- | --------------- | --------------- | --------------- | --------------- | --------------- |
| Джерело: Weatherbase    |                 |                 |                 |                 |                 |                 |                 |                 |                 |                 |                 |                 |                 |